# Ons Amsterdam (tijdschrift)
Ons Amsterdam is een geïllustreerd maandblad voor een breed publiek over heden en verleden van Amsterdam met artikelen en nieuws over de stad en de Amsterdammers.
Het tijdschrift belicht alle aspecten van het stadsleven: buurtleven, monumenten, politiek, kunst, sport, architectuur, sociale bewegingen, natuur, archeologie, theater, economie, vervoer, muziek, bekende Amsterdammers enzovoorts. 

## Geschiedenis
Het eerste nummer van het maandblad Ons Amsterdam verscheen in januari 1949. Het was een initiatief van de Gemeentelijke Commissie Heemkennis Amsterdam. Commissielid Henk van Laar werd de eerste redacteur. Op verzoek van de lezers werd in de loop van 1949 de Heemkenniskring Ons Amsterdam opgericht, in 2014 hernoemd tot Vereniging Ons Amsterdam.  
Het maandblad werd in 1992 geprivatiseerd. Het heeft ongeveer 10.000 abonnees. Hoofdredacteur is sinds 1 januari 2018 kunsthistoricus/journalist Koen Kleijn, als opvolger van Peter-Paul de Baar - die sinds januari 1989 hoofdredacteur was.
Ter gelegenheid van het 60-jarig bestaan trad toenmalig burgemeester Job Cohen in september 2009 op als gast-hoofdredacteur. Zijn opvolger Eberhard van der Laan was in 2013 gast-hoofdredacteur.  

## Scriptieprijs
Op 30 september 2010 reikte het blad voor het eerst de Ons Amsterdam Scriptieprijs uit, voor de beste universitaire scriptie over een stukje Amsterdamse geschiedenis. De eerste winnaar was UvA-geschiedenisstudente Hilde van Stelten, met een onderzoek naar 19de-eeuwse Amsterdamse mannenzangkoren.